# Sumpstäppfly
Sumpstäppfly Fabula zollikoferi är en fjärilsart som först beskrevs av Christian Friedrich Freyer 1836. Enligt Dyntaxa ingår Sumpstäppfly i släktet Fabula men enligt Catalogue of Life är tillhörigheten istället släktet Sidemia. Enligt båda källorna tillhör arten familjen nattflyn, Noctuidae. Arten förekommer tillfälligt i Sverige, men reproducerar sig inte. Inga underarter finns listade i Catalogue of Life.